# Jacob Wetterling

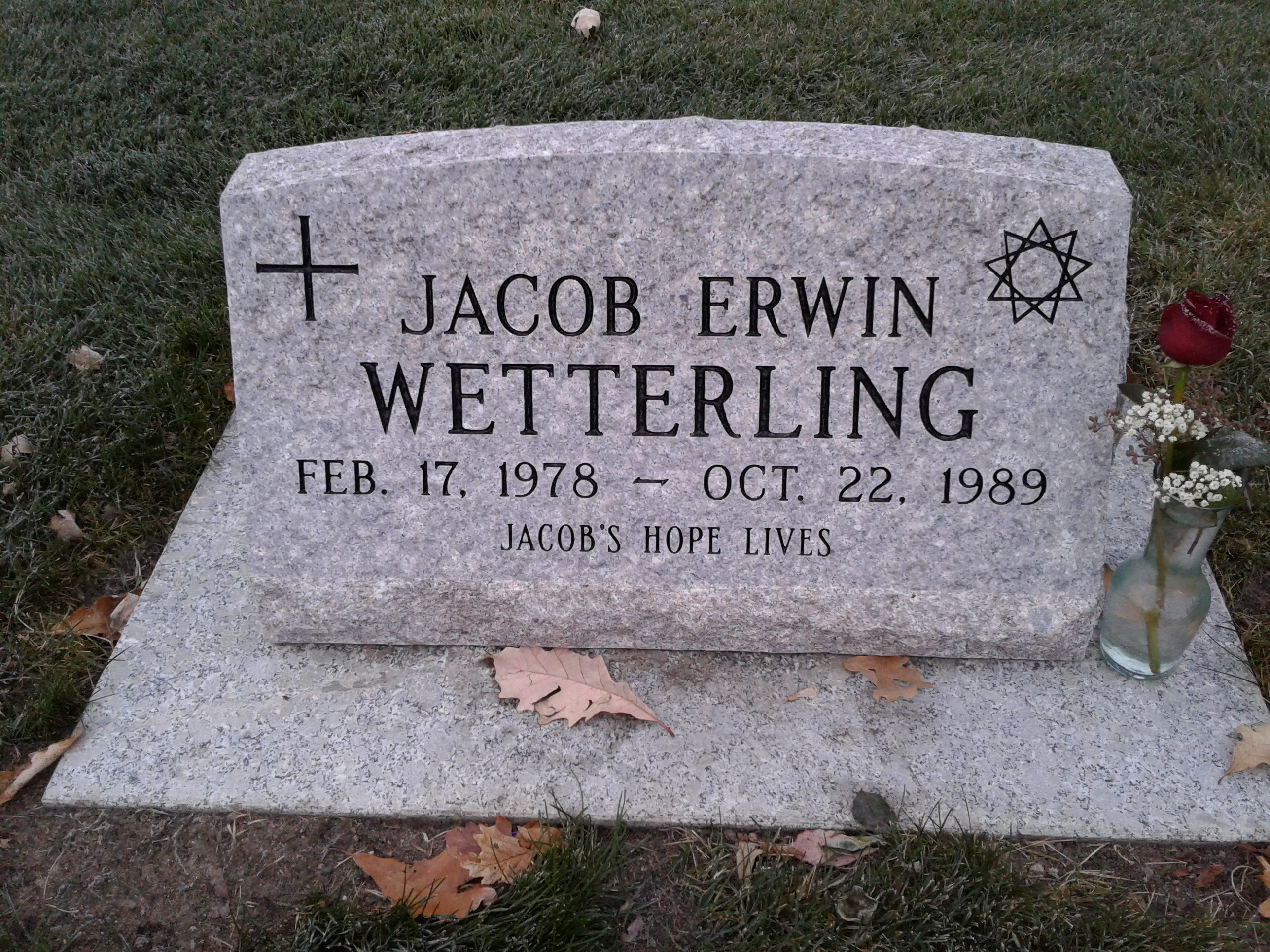
Lápida de tumba Wetterling.

Jacob Erwin Wetterling (17 de febrero de 1978 - 22 de octubre de 1989) fue un niño de Saint Joseph, MN, Estados Unidos. Fue secuestrado de su ciudad natal a la edad de 11 años, el 22 de octubre de 1989. El 3 de septiembre de 2016, después de casi 27 años de su desaparición, autoridades del Condado de Stearns anunciaron el hallazgo e identificación de los restos de Jacob, siendo su propio asesino quien indicara a la policía el paradero de los mismos.

## Secuestro
Jacob, su hermano Trevor (de 10 años), y un amigo (Aaron Larson, de 11 años) salieron en bicicleta desde una tienda de videos; cuando un hombre armado enmascarado salió de una calzada y ordenó a los niños lanzar sus bicicletas en una zanja y que se acostaran en el suelo. Preguntó a cada niño su edad. Ordenó a Trevor y a Aaron que corrieran hacia una zona boscosa cercana y que no miraran hacia atrás, o les dispararía. Una vez que se alejaron unos metros, los niños miraron hacia atrás y vieron al hombre tomar a Jacob por el codo y conducirlo hacia su automóvil. Desde ese entonces, el paradero de Jacob y la identidad de aquel hombre se desconocían. 
El secuestro de Jacob Weterling esta narrado de una forma tierna y triste. Fue publicado por la revista Selecciones del Reader's Digest en 1999.

## Continuación de la investigación
La investigación sobre el secuestro de Jacob continuó. En 2004, algunos nuevos informes aparecían en la prensa local. Una larga convicción de que el secuestrador se escapó en un automóvil fue abandonada. También se reveló que diez meses antes de la desaparición de Jacob, otro niño (Jared Scheierl, de 12 años) había sido secuestrado, colocado en un coche, y abusado sexualmente antes de ser liberado. El modo de operar era similar al que en el caso Wetterling: el hombre utilizó un arma de fuego; y al liberar al muchacho, le dijo que corriera y no mirara hacia atrás, o bien le dispararía. Este incidente se produjo a diez millas del lugar donde Jacob, su hermano, y su amigo fueron detenidos. 
El proyecto Charley ha creado bocetos de un hombre que cree que ha secuestrado a Jacob y abusado sexualmente de Jared en 1989.

## Promoción
Cuatro meses después del secuestro de Jacob, sus padres, Jerry y Patty Wetterling, formaron la Fundación Jacob Wetterling, un grupo de defensa de la seguridad de los niños. En 1994, la "Ley Jacob Wetterling de Registro de Delincuentes de Crímenes contra los Niños y la violencia sexual", más conocido simplemente como la Ley de Jacob Wetterling, fue aprobada en su honor. Fue la primera ley para instituir un estado de delito sexual. La ley ha sido modificada varias veces, la más conocida como Ley de Megan en 1996.
El Puente de la Esperanza está en honor del nombre de Jacob. Patty Wetterling compitió sin éxito para Representante del Sexto Distrito del Congreso de Minnesota en 2004 y 2006.[cita requerida]
Jacob es un niño destacado en la Fundación Polly Klaas.

## Hallazgo
En septiembre del 2016, 27 años después del secuestro, sus restos fueron encontrados, según informó la oficina del alguacil del condado de Stearns. "El médico forense del condado de Ramsey y un odontólogo forense identificaron hoy los restos de Wetterling", según un comunicado divulgado el sábado 3 de septiembre del 2016. Fuentes no identificadas le dijeron a WCCO, una afiliada de CNN, y al periódico Minneapolis Star Tribune que un sospechoso de la desaparición de Wetterling condujo al FBI a los restos que ahora están analizando con pruebas de ADN.

## Confesión y cierre del caso
Danny Heinrich de 53 años quien enfrentaba un juicio en su contra por la posesión de pornografía infantil y quien durante la investigación de la policía había sido señalado como sospechoso, finalmente confesó haber secuestrado y asesinado a Jacob Wetterling.
Heinrich describió como confrontó a los niños en la carretera amenazándolos con un revólver mientras su rostro estaba cubierto con una media, uno a uno les preguntó su edad y finalmente esposó a Jacob mientras ordenaba a los otros dos niños que corrieran hacia el bosque sin mirar atrás o les dispararía. Heinrich también dijo que se llevó al niño a un lugar apartado donde abusó sexualmente de él y que su intención no era matarlo pero que al escuchar las sirenas de una patrulla entró en pánico y disparó a Jacob por la espalda.